# Rüsselegel
Die Rüsselegel (Rhynchobdellida) sind eine Ordnung der Egel (Hirudinea), die als Parasiten oder Prädatoren an Fischen oder verschiedenen anderen Kleintieren leben.

## Merkmale
Die Rüsselegel zeichnen sich durch einen vorstülpbaren spitzen Rüssel (Proboscis) aus, mithilfe dessen die Haut des Wirtes beziehungsweise der Beute durchdrungen wird und das Blut beziehungsweise die Körpersäfte eingesogen werden. Der eingestülpte Rüssel ruht in einer zylindrischen Rüsselscheide. Der Magen der Rüsselegel ist zur Aufnahme großer Blutmengen sehr dehnungsfähig und weist zur Speicherung der Nahrung paarige Aussackungen auf. Die Rüsselegel haben am Vorderende 1, 3 oder 4 Augenpaare. Auch am hinteren Saugnapf kann es bei einzelnen Arten Augen geben.
Das Coelom der Rüsselegel ist als System zusammenhängender Hohlräume (Lakunen) ausgebildet, zwischen denen sich Muskelstränge und Bindegewebe befinden. Anders als bei den Schlundegeln und Kieferegeln gibt es ein voll ausgebildetes primäres geschlossenes Blutgefäßsystem, dessen Gefäße innerhalb der Coelom-Lakunen verlaufen. Das Blut ist in der Regel farblos.
Die zwittrigen Tiere tauschen ihr Sperma in Spermatophoren aus und befestigen dieses am Körper des Sexpartners, so dass die Spermien die Haut durchdringen können.

## Vorkommen, Lebensraum und Artbeispiele
Die ausschließlich aquatischen Rüsselegel sind als Parasiten oder Prädatoren weltweit teils in Meeren, teils in Binnengewässern oder in Brackwasser verbreitet. Fast alle marinen Egel gehören in die zu den Rüsselegeln zählende Familie der Fischegel (Piscicolidae, früher auch Ichthyobdellidae genannt).
Die Fischegel haben einen zylindrischen Körper und einen deutlich abgesetzten glockenförmigen vorderen Saugnapf, einige Süßwasserarten wie der Gemeine Fischegel (Piscicola geometra) auch als Kiemen dienende, nach außen ragende bläschenförmige Coelomfortsätze. Während die meisten Arten dieser Familie Meeresbewohner sind, lebt der Gemeine Fischegel im Süßwasser, wo er verschiedene Fischarten befällt. Die Plattegel oder Knorpelegel (Glossiphoniidae) sind ausschließlich Süßwasserbewohner, die im Gegensatz zu anderen Egeln Brutpflege betreiben und teilweise auch ihre Jungen mit sich tragen. In dieser Familie gibt es neben Prädatoren wie dem Kleinen Schneckenegel (Alboglossiphonia heteroclita), dem Großen Schneckenegel (Glossiphonia complanata) und dem Zweiäugigen Plattegel (Helobdella stagnalis) auch zahlreiche ektoparasitische Arten, darunter der an Fischen und Fröschen saugende Vieräugige Plattegel (Hemiclepsis marginata), der Schildkrötenegel Placobdella costata und der Entenegel (Theromyzon tessulatum). Teils an limnischen, teils an marinen Schildkröten saugen auch die Schildkrötenegel der Familie Ozobranchidae, darunter die japanische und chinesische Süßwasserart Ozobranchus jantseanus. Die Ozobranchidae sind nur wenige Millimeter groß und fallen durch ihre fingerförmigen oder gebüschelten Kiemen auf.

## Systematik
Peter Ax nennt als Autapomorphie der monophyletischen Gruppe Rhynchobdellida die Entwicklung des Pharynx zu einem charakteristischen ausstülpbaren Stechrüssel. Sie bilden innerhalb der Euhirudinea die Schwestergruppe der Rüssellosen Egel (Arhynchobdellida).
Die Rüsselegel umfassen folgende Familien:
- Piscicolidae (Fischegel)
- Glossiphoniidae (Plattegel oder Knorpelegel)
- Ozobranchidae (an Schildkröten oder Krokodilen saugende Egel)